# Stazione di Duomo-Via Vernieri
La stazione di Duomo-Via Vernieri è una fermata ferroviaria posta lungo la linea Napoli-Battipaglia; serve il centro storico della città di Salerno.

## Storia
La fermata fu attivata il 12 settembre 2003. Viene servita dai treni metropolitani per Salerno e Napoli Campi Flegrei, oltre ai regionali per Nocera Inferiore. I binari e le banchine sono in leggera pendenza in direzione sud.